# Verbandsgemeinde Deidesheim
Die Verbandsgemeinde Deidesheim ist eine Gebietskörperschaft im Landkreis Bad Dürkheim in Rheinland-Pfalz. Der Verbandsgemeinde gehören die Stadt Deidesheim sowie vier weitere Ortsgemeinden an: Forst an der Weinstraße, Meckenheim, Niederkirchen bei Deidesheim und Ruppertsberg. Der Verwaltungssitz ist in der namensgebenden Stadt Deidesheim. Die Verbandsgemeinde liegt an der Deutschen Weinstraße.

## Verbandsangehörige Gemeinden
| Ortsgemeinde, Stadt          | Fläche (km²) | Einwohner |
| ---------------------------- | ------------ | --------- |
| Deidesheim, Stadt            | 26,53        | 3.773     |
| Forst an der Weinstraße      | 3,59         | 784       |
| Meckenheim                   | 15,06        | 3.460     |
| Niederkirchen bei Deidesheim | 3,78         | 2.371     |
| Ruppertsberg                 | 8,07         | 1.433     |
| Verbandsgemeinde Deidesheim  | 57,03        | 11.821    |

(Einwohner am 31. Dezember 2023)

## Geschichte
Die Verbandsgemeinde Deidesheim wurde 1972, so wie alle Verbandsgemeinden im damaligen Regierungsbezirk Rheinhessen-Pfalz, auf der Grundlage des „Dreizehnten Landesgesetzes über die Verwaltungsvereinfachung im Lande Rheinland-Pfalz“ neu gebildet. Bis dahin bestanden die aus der Pfalz (Bayern) (1816–1946) stammenden Verwaltungsstrukturen.

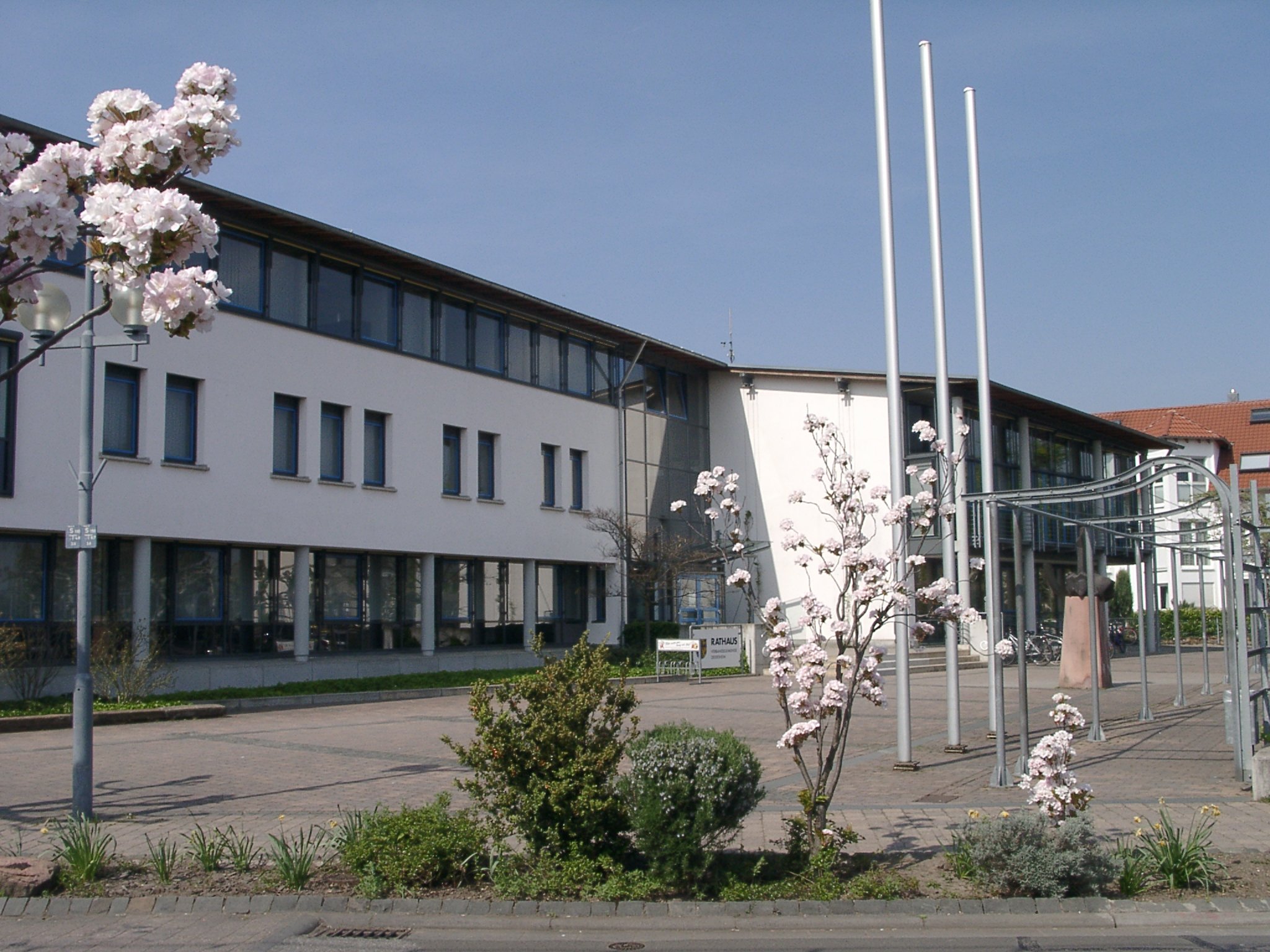
Rathaus der Verbandsgemeinde

Das Rathaus befand sich seit Gründung der Verbandsgemeinde Deidesheim im sogenannten „Weinpalais“ in der Bahnhofstraße 5, das heute die „Tourist-Information“ beherbergt. Wegen Kapazitätsproblemen wurde ein Neubau erforderlich. Das neue Verbandsgemeinderathaus befindet sich einige Meter westlich des Deidesheimer Bahnhofs. Seine Grundsteinlegung war 1994, eingeweiht wurde es 1996. Der Architekt des Gebäudes war Gerhard Dürr aus Neustadt an der Weinstraße.

## Bevölkerungsentwicklung
Entwicklung der Einwohnerzahlen, bezogen auf das heutige Gebiet der Verbandsgemeinde Deidesheim; die Werte von 1871 bis 1987 beruhen auf Volkszählungen:
| Jahr | Einwohner |
| 1815 | 5.569     |
| 1835 | 6.768     |
| 1871 | 7.301     |
| 1905 | 7.245     |
| 1939 | 7.665     |
| 1950 | 8.804     |

| Jahr | Einwohner |
| 1961 | 9.368     |
| 1970 | 9.368     |
| 1987 | 10.011    |
| 1997 | 11.413    |
| 2005 | 11.762    |
| 2023 | 11.821    |

## Politik

### Verbandsgemeinderat
- SPD: 3
- CDU: 12
- Grüne: 3
- FDP: 1
- FWG: 9

Der Verbandsgemeinderat Deidesheim besteht aus 28 ehrenamtlichen Ratsmitgliedern, die bei der Kommunalwahl am 9. Juni 2024 in einer personalisierten Verhältniswahl gewählt wurden, und dem hauptamtlichen Bürgermeister als Vorsitzendem.
Die Sitzverteilung im Verbandsgemeinderat:
| Wahl | SPD | CDU | GRÜNE | FDP | FWG | Gesamt   |
| ---- | --- | --- | ----- | --- | --- | -------- |
| 2024 | 3   | 12  | 3     | 1   | 9   | 28 Sitze |
| 2019 | 3   | 11  | 4     | 1   | 9   | 28 Sitze |
| 2014 | 4   | 13  | 3     | 1   | 7   | 28 Sitze |
| 2009 | 3   | 12  | 3     | 1   | 9   | 28 Sitze |
| 2004 | 4   | 13  | 2     | –   | 9   | 28 Sitze |

- FWG = Freie Wählergruppe Verbandsgemeinde Deidesheim e. V.

### Bürgermeister
| Amtszeit  | Name           | Partei |
| --------- | -------------- | ------ |
| 1973–1997 | Stefan Gillich | CDU    |
| 1998–2011 | Marion Magin   | FWG    |
| 2012–2016 | Theo Hoffmann  | CDU    |
| 2016–2024 | Peter Lubenau  | CDU    |
| seit 2024 | Dieter Dörr    | CDU    |

Die Verbandsgemeinde nahm am 1. Januar 1973 den Verwaltungsbetrieb auf; bereits am 7. September 1972 wurde der Bürgermeister gewählt. Die CDU hatte den Stadtbürgermeister von Deidesheim, Norbert Oberhettinger, als Kandidaten vorgesehen, dieser verzichtete allerdings. Stattdessen trat Stefan Gillich für die CDU an und wurde zum Bürgermeister gewählt. Nach fast 25-jähriger Amtszeit trat Gillich 1997 von seinem Amt zurück. Am 12. Oktober 1997 wurde Marion Magin (FWG) als seine Nachfolgerin gewählt, sie trat ihr Amt am 1. Januar 1998 an.
Magin wurde 2005 mit 57,6 % der Stimmen im Amt bestätigt, im November 2011 wurde sie vor Ablauf ihrer zweiten Amtszeit mit 81 % der abgegebenen Stimmen abgewählt. Ihr Nachfolger wurde Theo Hoffmann (CDU), er erhielt bei der Wahl am 22. April 2012 rund 84 % der Stimmen. Als Nachfolger Hoffmanns wurde am 13. März 2016 Peter Lubenau (CDU) mit 76,9 % der Stimmen gewählt. Bei der Direktwahl am 5. November 2023 wurde Dieter Dörr (CDU), der als einziger Kandidat angetreten war, mit einem Stimmenanteil von 86,5 % als zukünftiger Bürgermeister der Verbandsgemeinde gewählt. Er trat sein Amt im April 2024 an.

### Wappen
| | Blasonierung: „In sechzehnfache von Gold und Blau geteiltem Schildbord von Blau und Schwarz gehalten, rechts ein silbernes Kreuz, links ein wachsender rotbewehrter und -bekrönter goldener Löwe, darüber eine goldene Weintraube mit goldenem Blatt.“ |
| Wappenbegründung: Das Wappen der Verbandsgemeinde ist zweigeteilt: im rechten Feld findet sich ein weißes Kreuz auf blauem Grund; es steht für das Hochstift Speyer, zu dem Deidesheim, Niederkirchen, Forst und Ruppertsberg lange Zeit gehörten. Im linken Feld zeigt das Wappen den Pfälzer Löwen und eine Weintraube; der Pfälzer Löwe symbolisiert hier die Kurpfalz, zu der Meckenheim lange gehörte und die Traube symbolisiert die Bedeutung des Weinbaus für alle fünf Gemeinden. Eine Bordüre um das Wappen herum wie bei diesem ist typisch für dasjenige einer Verbandsgemeinde. Das Recht, dieses Wappen zu führen, wurde am 3. Dezember 1982 erteilt. | |

### Kommunalpartnerschaft
Seit 2002 besteht eine Partnerschaft mit der Stadt Byczyna in der Woiwodschaft Oppeln in Oberschlesien.